# Berlin (musikgrupp)
Berlin är en amerikansk popgrupp som bildades 1978 i Los Angeles och som hade en megahit med "Take My Breath Away" 1986. Låten, som var komponerad av Giorgio Moroder och textsatt av Tom Whitlock, ingick i soundtracket till filmen Top Gun. Före Take my Breath Away hade gruppen ett par andra hits, som till exempel The Metro. Gruppens sångerska är Terri Nunn. Gruppen upplöstes i sin första uppsättning 1987.
Nunn återförenade Berlin (med nya medlemmar) 1998.
Bandet turnerade med rockbandet INXS under sommaren 2011, och arbetar för närvarande med ett nytt album.

## Diskografi
Studioalbum
- Information (1980)
- Pleasure Victim (1982)
- Love Life (1984)
- Count Three & Pray (1986)
- LIVE: Sacred & Profane (2000)
- Voyeur (2002)
- 4Play (2005)
- Animal (2013)

EP
- Fall Into Heaven (1997)
- Fall Into Heaven 2 (1997)

Livealbum
- Live: Sacred & Profane (2000)
- Terri Nunn & Berlin: All The Way In (2009)

Samlingsalbum
- Dancing in Berlin (1987)
- Best Of Berlin 1979-1988 (1988)
- Master Series (1997)
- Greatest Hits Remixed (2000)

Singlar (topp 1000 på Billboard Hot 100)
- The Metro (1981) (#58)
- Sex (I'm A...) (1982) (#62)
- Masquerade 1983 (#82)
- No More Words (1984) (#23)
- Now It's My Turn (1984) (#74)
- Take My Breath Away (1986) (#1)
- Like Flames (1987) (#82)